# Cal Fèlix (Montmajor)
Cal Fèlix és una casa d'estructura clàssica de masia del municipi de Montmajor (Berguedà). Té planta rectangular i amb el carener paral·lel a la façana principal, aquesta orientada a ponent. Prop de la casa, ienvoltada de coberts i corts, s'alça una imponent torre de planta rectangular, feta amb carreus col·locats a trencajunts i que als anys vuitanta passà a ser habilitada com a pallissa. Forma part de l'Inventari del Patrimoni Arquitectònic de Catalunya.

## Història

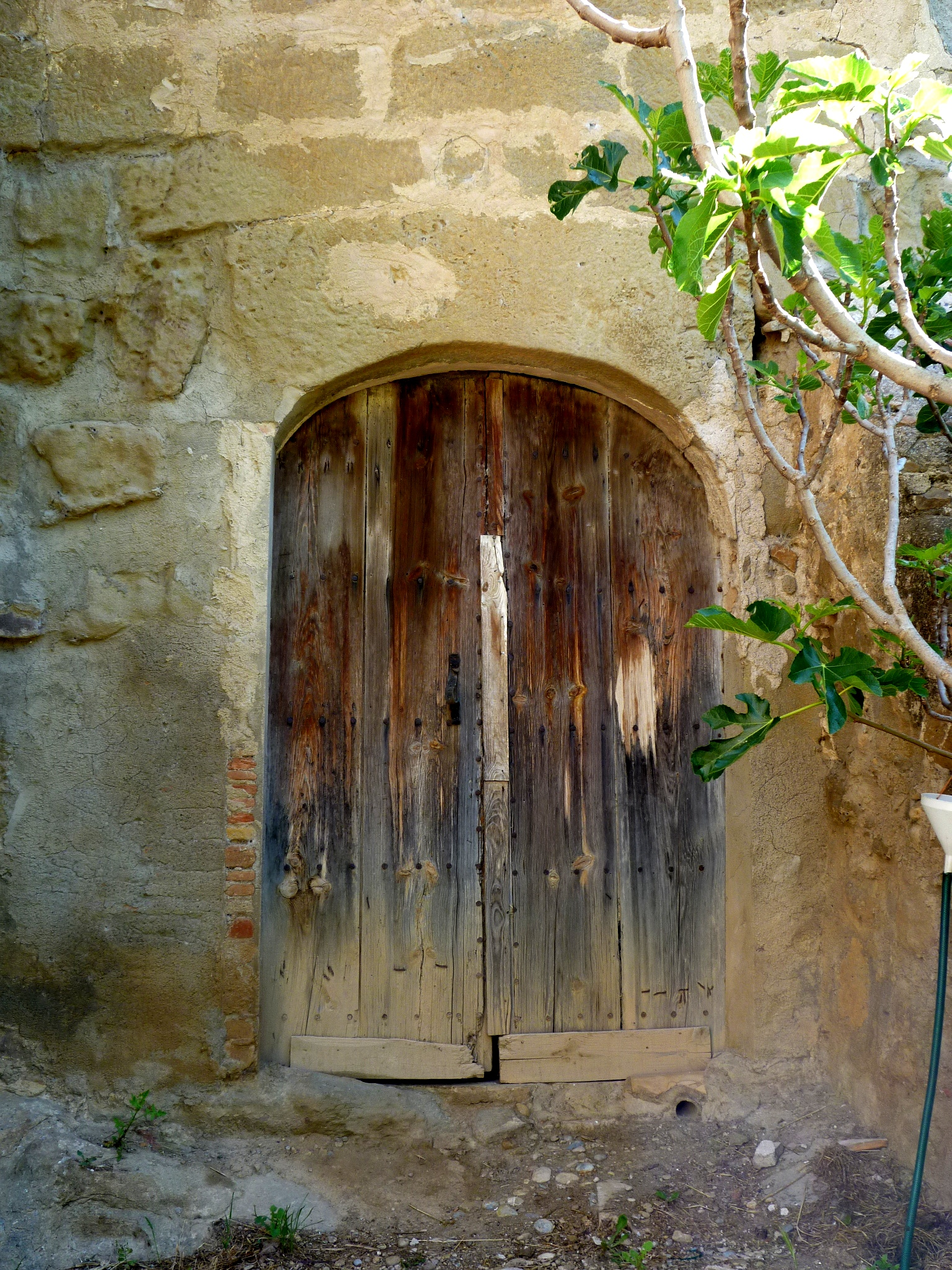
Portal

La Torre de Can Fèlix és un testimoni del poblament a la baixa edat mitjana al peu de la riera de Navel, un lloc emboscat, feréstec i d'un idíl·lic paisatge, al peu del camí ral que de Serrateix, passant per sant Vicenç de Navel, anava a Cardona. Prop de la riera de Navel hi ha vestigis de gran quantitat de molins (un dels més interessant és el Molí de Navel), un dels quals és a tocar la casa de Can Fèlix. La casa de Can Fèlix, coneguda també amb el nom del Molí de Querol, presenta al peu de la massissa torre les restes d'un antic molí medieval, possiblement com el molinet de Navel, propietat del Monestir de Santa Maria de Serrateix.